# Muschu Island
Muschu Island (auch Mushu Island), in der deutschen Kolonialzeit auch Gressien genannt, ist eine Insel, die zur East Sepik Province von Papua-Neuguinea gehört. Die Insel liegt etwas südlich von Kairiru Island und, durch die etwa drei Kilometer breite Muschu Strait (auch Muschu Passage) getrennt, unmittelbar nördlich der Küste Neuguineas, etwas nördlich der Stadt Wewak. Die Insel ist an der längsten Stelle etwa acht Kilometer lang, etwas weniger als sieben Kilometer breit und überwiegend von Flachland mit andesitischen Erhebungen und Korallenkalken geprägt.

## Geschichte
Die Insel wurde im August 1727 von dem französischen Seefahrer und Entdecker Jules Dumont d’Urville erreicht und nach einem Fähnrich seiner Besatzung zunächst Gressien genannt. Otto Finsch vermutete allerdings während seiner Reise auf der Samoa 1885, dass die Insel den indigenen Namen Muschu trug. Allerdings stellte Georg Schmiele später fest, dass dies nur der Name eines auf der Insel gelegenen Dorfes war. In der Folge hielt sich der Name Muschu für die Insel.
Ende des 19. Jahrhunderts war die Insel Teil der Deutschen Schutzgebiete in der Südsee.
Während des Ersten Weltkriegs wurde das Gebiet 1914 von Australien übernommen und war Teil des australischen Verwaltungsmandats für den gesamten Bismarck-Archipel durch den Völkerbund und nach dessen Auflösung durch die Vereinten Nationen.
Im Zweiten Weltkrieg wurde die Insel ab Dezember 1942 von Japan besetzt. Die Kaiserlich Japanische Marine nutze die Buchten der Insel als Ankerplätze. Im Februar 1944 war die von Leutnant Tomii kommandierte Tomii-Einheit auf der Insel stationiert. Von 1944 bis zum Ende des Pazifikkrieges wurde die Insel wiederholt von alliierten Flugzeugen und Schiffen angegriffen, eine amphibische Landung blieb von alliierter Seite allerdings aus.
Am 11. April 1944 führten acht Kommandosoldaten der Spezialeinheit „Z“ (Z-Force) der Australischen Armee einen Aufklärungseinsatz auf Muschu Island durch. Sieben Soldaten wurden bei dem Einsatz getötet, lediglich einer entkam.
Am 17. August 1945, zwei Tage nach der Kapitulation Japans fand ein Treffen zwischen alliierten und japanischen Soldaten am Strand von Muschu Island statt, um die Kapitulation des japanischen Marinepersonals auf der Insel zu arrangieren. Am 10. September 1945 übergab Konteradmiral Sato an Bord der australischen Motorbarkasse ML 805 in der Kairuru-Straße sein Schwert an den Generalmajor der australischen Armee Robertson, Kommandeur der 6. Division, als Zeichen der Kapitulation der verbleibenden Streitkräfte der japanischen Marine unter seinem Kommando auf den Inseln Muschu und Kairuru.
1949 fiel Neuguinea wieder an das australische Verwaltungsmandat, bis Papua-Neuguinea 1975 unabhängig wurde.